# Wimalaratne Kumaragama
Wimalaratne Kumaragama (Narampanawa, Patadumbara, Sri Lanka, 18 de enero de 1919-30 de diciembre de 1962) escritor en cingalés que vivió en Colombo. Fue secretario divisional de profesión. Su obra versa sobre la vida campestre. 
Asistió a un colegio bilingüe en  Teldeniya y Sri Rahula Vidyalaya, Katugastota y terminó su formación el Colegio Dharmaraja.
Se examinó para el cargo de secretario divisional en 1942, tras trabaja como administrativ en Kaccheri, Anuradhapura, y sirvió este cargo en áreas de Hanguranketha, Kalawana, Daladagama y Kotmale.

## Libros
- Nilseenaya (1941)
- Oruwa (1942)
- Sanwega Wedana (1946)
- Sapumalee (1946)
- Surathallu (1961)

## Poemas
- Herath Haami
- Aiyanayake
- Dadayama
- Wanniye mal
- Game wewa
- Kira
- Aarachchi rala
- Sirageya
- Yantham Beruna
- Harak hora
- Buduruwa
- Sundara Haami
- Aganthuka sathkaraya
- Awurudu niwaduwa
- Muthuge prashna
- Wanniye dosthara